# Chariesthes subtricolor
Chariesthes subtricolor är en skalbaggsart som beskrevs av Stefan von Breuning 1967. Chariesthes subtricolor ingår i släktet Chariesthes och familjen långhorningar.
Artens utbredningsområde är Gabon. Inga underarter finns listade i Catalogue of Life.